# Pavel Gousterine
Pavel Viatcheslavovitch Gousterine (Па́вел Вячесла́вович Густе́рин), né le 16 avril 1972 à Kimry, dans l'oblast de Tver, est un historien orientaliste russe. Il s'intéresse au Moyen-Orient, à la géographie historique et aux relations internationales notamment en rapport avec l'Orient et l'islam.

## Éducation
Il termine en 1994 la faculté d'histoire de l'université de Tver.
En 2001, il sort du département d'arabe de la faculté spéciale de l'Institut des pays d'Asie et d'Afrique  de l'université Lomonossov de Moscou.
En 2011, il sort de la faculté des relations internationales de l'Académie diplomatique du ministère des Affaires étrangères de la fédération de Russie. 

## Biographie
Il naît dans la famille d'un officier.
Entre 1994 et 1996, il sert en tant qu'officier à la 278e brigade de la garde de l'artillerie réactive, basée à Tver.
Entre 1996 et 1998, il est enseignant d'histoire dans des établissements scolaires de Norilsk.

### Carrière d'orientaliste
Entre 2001 et 2003, il est rédacteur scientifique aux éditions Vostotchnaïa literatoura (Littérature orientale), puis il est diplomate jusqu'en 2005 à l'ambassade de Russie au Yémen. Entre 2006 et 2013, il est collaborateur scientifique au Centre d'études arabes et islamiques de l'Institut d'études orientales de l'Académie des sciences de Russie et de fin 2013 à 2014 au Centre d'Asie et du Moyen Orient de l'Institut russe d'études stratégiques.
Il participe à plusieurs conférences savantes, dont les Ire, IIe et IIIe conférences internationales « langues et cultures orientales », organisées par l'université d'État des humanités (2007, 2008, 2010).

## Quelques œuvres
- Йеменская Республика и её города, [La République yéménite et ses villes], Moscou, éd. Relations internationales (Международные отношения), 2006, 230 pages —  (ISBN 5-7133-1270-4).
- Города Арабского Востока, [Les villes de l'Orient arabe], Moscou, éd. Vostok - Zapad (Восток — Запад, Orient - Occident), 2007, 352 pages —  (ISBN 978-5-478-00729-4).
- Первый российский востоковед Дмитрий Кантемир, [Le Premier orientaliste russe Dimitri Cantemir], Moscou, éd. Vostotchnaïa kniga (Восточная книга, Le Livre oriental), 2008, 112 pages —  (ISBN 978-5-7873-0436-7).
- Советская разведка на Ближнем и Среднем Востоке в 1920—30-х годах, [Le Service de contre-espionnage soviétique au Proche et au Moyen Orient dans les années 1920-1930], Sarrebruck, éd. LAP LAMBERT Academic Publishing, 2014, 200 pages —  (ISBN 978-3-659-51691-7).
- Восточный факультет Военной академии РККА им. М. В. Фрунзе, [La Faculté orientale de l'Académie militaire Frounzé], Sarrebruck, LAP LAMBERT Academic Publishing, 2014, 97 pages —  (ISBN 978-3-659-37302-2).
- Советская дипломатия на Арабском Востоке в 1920–30-х годах, [La Diplomatie soviétique dans l'Orient arabe dans les années 1920-1930], Sarrebruck, LAP LAMBERT Academic Publishing, 2015, 76 pages —  (ISBN 978-3-659-76973-3).

## Quelques publications
- La langue arabe dans le monde contemporain, conférence langues et cultures orientales, Ire conférence internationale de l'université russe des humanités, Moscou, 2007
- Трайбализм в Йемене [Le tribalisme au Yémen], conférence langues et cultures orientales, IIe conférence internationale de l'université russe des humanités, Moscou, 2008
- Роль маронитов в арабо-европейском культурном диалоге в XVI—XVIII веках [Le rôle des maronites dans le dialogue arabo-européen du XVIe au XVIIIe siècle], conférence langues et cultures orientales, IIIe conférence internationale de l'université russe des humanités, Moscou, 2010
- Об актуальных задачах российской арабистики [À propos des problèmes actuels des études du monde arabe en Russie], in al-Moutawasset, 2012 (mai), № 14.
- Les relations soviéto-arabes dans les années 1920-1930, in Le Messager diplomatique de Transnistrie (Дипломатический вестник Приднестровья), 2013, n°10
- Дипломатические представительства и консульские учреждения Российской Империи на территории современных арабских государств [Les représentations diplomatiques et les établissements consulaires de l'Empire russe sur les territoires actuels des États arabes modernes], in Le Messager de Jérusalem (Иерусалимский вестник), 2014, № V—VI.